# 中国人民解放军陆军合成第二〇〇旅
合成第二〇〇旅（英語：200th Combined Arms Brigade），是中国人民解放军海军陆战队下辖的一个合成旅，驻地辽宁省营口市。

## 概述
该旅由1968年9月26日成立的装甲第八师拆分而来，2017年改为现有编制。

## 沿革
参考资料：
| 部隊番號                     | 使用時期             |
| ---------------------------- | -------------------- |
| 机械化步兵第二〇〇旅         | 2011年12月-2017年2月 |
| 合成第二〇〇旅               | 2017年2月至2023年初  |
| 据悉转隶海军陆战队，番号未知 | 2023年初至今         |